# Fred Goldman
Frederic Goldman (Chicago, Illinois; 6 de diciembre de 1940) es el padre de Ronald Goldman, quien fue asesinado junto con Nicole Brown Simpson.
Después de no haber sido encontrado culpable de los asesinatos, O. J. Simpson fue condenado a pagar a Goldman y su familia $33.5 millones en daños y perjuicios en un juicio de 1997 en el que se le encontró responsable de la muerte de Ron Goldman y Nicole Brown Simpson. Fred Goldman dijo que no ha recibido nada de dinero. Compró los derechos del libro de Simspon, If I Did It, que Goldman publicó como If I Did it: Confessions of the Killer.
Goldman vive en Peoria, Arizona, donde trabaja como oficial de crédito para una empresa de bienes raíces.